# Денежные реформы в России
Денежные реформы в России — осуществлённые в Русском государстве — России изменения (денежная реформа) в области денежного обращения, как правило, направленные на укрепление денежной системы государства, в различные исторические периоды.
В течение последних пятисот лет в России было проведено более 10 денежных реформ, как полных, в результате которых создавалась новая денежная система, так и частичныx, общей задачей которых было упорядочение существовавшей денежной системы с целью стабилизации денежного обращения.

## Денежные реформы Московского княжества

### Начало собственной чеканки в Великом княжестве Московском
При Дмитрии Донском начинается чеканка монет по проволочной технологии. Одновременно (или сразу после) чеканка начинается и в удельном Серпуховском княжестве. До этого как средства платежа при крупных сделках использовались слитки новгородского типа. Какие средства платежа использовались в повседневной «мелочной» торговле достоверно неизвестно. Вероятно, применялись какие-то пока не установленные виды товаро-денег.

### Централизация чеканки при Василии I
Между 1410 и 1413 годами произошли значительные изменения в чеканке всех русских земель. К примеру, в Новгороде начинает использоваться зарубежная монета. В Московском княжестве в это время унифицируется вес великокняжеских и удельных монет, они начинают чеканиться примерно по 0,75 г. В Москве появляется единый центр чеканки. Монеты от имени удельных князей частично производятся в Москве.

## Денежные реформы в Русском царстве

### Денежная реформа Елены Глинской
Первая централизованная денежная реформа в России (на Руси) была проведена Еленой Глинской, вдовствующей великой княгиней московской, женой Василия III и матерью малолетнего Ивана IV Васильевича «Грозного». Основной причиной реформы было разнообразие монет, использовавшихся на Руси, из-за чего возникали большие сложности с денежным обращением и заключением торговых сделок. Процветали обрез и подмесь монет. Целью реформы был запрет всех старых русских и иностранных монет (обрезанных и необрезанных) и замена их новой монетой — копейкой.

### Преобразования Смутного времени
После смерти Бориса Годунова и до заключения Деулинского перемирия в русском денежном обращении произошли кардинальные изменения. Впервые за почти три четверти века снижается монетная стопа. В несколько приемов к 1612 году вес снижается с 0,64 до 0,50 г. Этот процесс шел независимо в Москве, занятом шведами Новгороде и у Ополчения.
Старая полновесная монета выкупается денежными дворами и идет в передел на новые легковесные копейки.
Василий Шуйский пытается ввести в денежное обращение новый металл — золото. Золотые копейки и деньги чеканились теми же штемпелями, что и серебряные, но ходили по большему курсу.

### Централизация денежного производства в Москве
Закрываются денежные дворы в Новгороде и Пскове, где должность целовальника денежного двора была выборной, то есть не контролировалась царем напрямую.. Денежное производство полностью переходит в ведение Приказа Большой Казны. После этого в неустановленное (но очевидно скорое) время монеты начинают чеканиться напрямую из талеров, то есть получают талерную пробу. До этого проводилась дополнительная очистительная плавка, позволявшая доводить пробу монет до примерно 960. Также снижается вес монет. Из гривенки выделывают с 1630 года по 431 копейке, каждая примерно по 0,475 г.

### Реформа Алексея Михайловича
В 1654 году при царе Алексее Михайловиче (1645—1676) впервые были выпущены реальные рублевые серебряные монеты — «ефимки», перечеканенные из западногерманских талеров — полноценных ходячих монет Западной Европы. На монете впервые была помещена надпись «Рубль», на лицевой стороне — двуглавый орел, на оборотной — царь на коне. Однако в это время рубль был неполноценной монетой, он содержал меньше серебра, чем 100 серебряных копеек. Фактическая его стоимость равнялась 64 копейкам.
Также в обращение были выпущены медные копейки по образцу серебряных, фактически по 400-рублевой монетной стопе.
Попытка введения в денежное обращение необеспеченных легковесных денег привела к инфляции и нарастанию внутренней напряженности и в конце концов окончилась народными волнениями. В 1655 году выпуск «ефимков» был прекращён, на смену им пришли полновесные талеры с клеймом (всадник на лошади и год — 1655 года), которые получили название «ефимки с признаками», а после Медного бунта в Москве выпуск медной монеты тоже был прекращён.
Регулярная чеканка серебряных рублей и медных копеек началась лишь в 1704 году в ходе проведения денежной реформы 1700—1718 годов.

## Денежные реформы в Российской империи

### Финансовая реформа Петра I
Основной причиной, послужившей проведению финансовой реформы, была нужда в денежных средствах для строительства флота, обустройства армии, ведения Северной войны 1700—1721 годов.
Пётр I решил ввести новую денежную систему, которая бы отвечала требованиям развивающейся экономики и торговли. Реформа проводилась постепенно в течение 15 лет. За время реформы были введены в обращение золотые монеты — червонец, равный по весу западноевропейскому дукату (3,4 г), двойной червонец и двойной рубль (около 4 г).
В 1704 году впервые в мире был осуществлен переход на десятичную валюту. В обращении появилась медная копейка, равная 1/100 части серебряного рубля.

### Выкуп легковесной монеты
В первой четверти XVIII века Российская империя встала на курс интенсивной модернизации, вела активную внешнюю политику, в государстве проводились многочисленные реформы. При этом расходы превышали суммы доходов от налогов и других традиционных видов поступлений. Успешная денежная реформа 1700—1718 годов дала в руки правительству новый инструмент для получения дохода — эксплуатация монетной регалии. Начиная с 1718 года в стране начинают выпускаться медные монеты по 40 рублей из пуда меди (при цене на медь около 8 рублей). Большая разница в стоимости сырой и «обмонеченой» меди привело к всплеску фальшивомонетчества (фальшивые деньги выпускались не только частными лицами, этим также занимались монетные дворы других государств). Эти процессы начали принимать угрожающий характер.
Нормализация денежного обращения заняла более 20 лет. Начиная с 1730 года выпуск легковесной монеты был прекращён, вместо неё начался выпуск монет (денег и полушек) по 10 руб из пуда. Это позволило изъять из обращения однокопеечные монеты (которые перечеканивались в новые деньги), но основной проблемой было большое количество пятикопеечной монеты (к 1730 году только официально выпущенных на 3,2 млн рублей, количество фальшивых оценке не поддается), выкуп которой казне был не по карману.
Начиная с 1744 года, покупательная способность 5-копеечных монет законодательно снижалась, достигнув к 1755 году двух копеек. После этого было объявлено о выкупе легковесных монет по 2 копейки за штуку в сжатые сроки с последующим запретом на их обращение. В силу ограниченного срока обмена, к выкупу было предъявлено около 206 тысяч рублей пятикопеечниками. Выкупленные монеты перечеканивались в новые копейки 8-рублевой монетной стопы.

### Первые бумажные деньги России

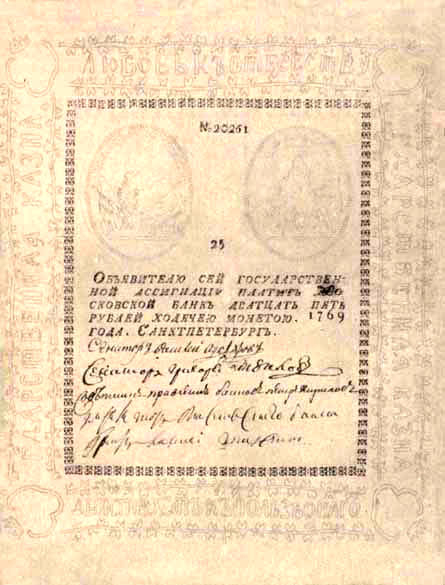
25 рублей 1769 года.

В 1769 году во время правления Екатерины II (1762—1796) в России были введены в обращение первые бумажные денежные знаки, которые просуществовали под названием ассигнаций вплоть до 1843 года.
Причиной необходимости введения ассигнаций явилось то, что основой денежного обращения был серебряный рубль, который играл роль всеобщего эквивалента и был обеспечен ценой заключенного в нём металла. Но производительность отечественных рудников (6 — 7 тыс. кг серебра в год) была недостаточна для обеспечения возросших требований к объёму денег в экономике. Ассигнации также использовались для финансирования войны с Турцией.
Как главную причину введения ассигнаций Манифест 29 декабря 1768 года указывал необходимость размена медной монеты на денежные знаки, удобные к перевозке. Ассигнации первого выпуска 1769—1786 годов прочно вошли в русское денежное обращение. Они не были обязательны к приему частными лицами, однако для этого времени их курс был очень высок — от 98 до 101 коп. серебром за рубль ассигнациями, то есть они были равноценны серебряной монете. Однако усиленный выпуск ассигнаций, превысивший обеспечение, привел к падению её курса. В 1797 году правительство решилось на изъятие части выпущенных на рынок ассигнаций; состоялось торжественное сожжение в присутствии самого Павла I ассигнаций на сумму 6 млн рублей. Постоянные войны требовали экстренных расходов и к 1802 году общая сумма ассигнаций с 151 млн поднялась до 212 млн рублей, что окончательно снизило курс бумажного рубля, падение рубля особенно усилилось во время Отечественной войны 1812 года.

### Проект Платона Зубова и павловский перечекан
В последние годы правления Екатерины II начали проявляться негативные эффекты от активного выпуска ассигнаций. Медная монета, которая по факту была разменом для ассигнаций, падала в курсе вместе с ними, но при этом содержала в себе ценный металл. В итоге монеты переливались в слитки и продавались в таком виде за рубеж. Фаворит Екатерины Платон Зубов предложил проект по перечеканке существующих медных монет с удвоением их номинала. Это позволило бы и привести в соответствие номинал и содержание металла, и дать казне значительную прибыль. Перечекан велся не только на уже работавших к тому времени монетных дворах. Также спешно были организованы временные монетные дворы.
Екатерина II умерла в самый разгар этой работы. Наследовавший ей и ненавидевший ее Павел сразу остановил перечеканку и приказал перечеканить монеты обратно, в прежнюю монетную стопу. При этом они должны были перечеканиваться не в монеты старых выпусков, в то время как новые монеты от имени Павла должны были чеканиться только на новых кружках. Это было сделано с учетом того, что перечекан заметно портил внешний вид монет.

### Реформы Николая I

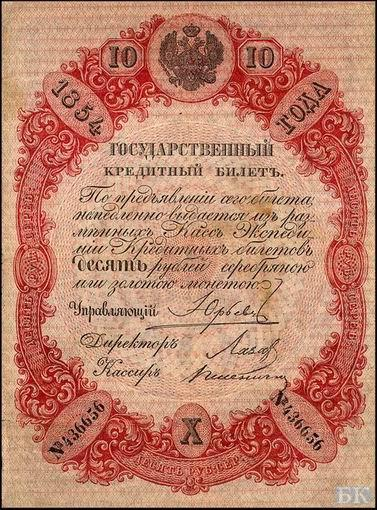
10 рублей 1854 г.

В 1839—1843 годах, в период правления Николая I, министром финансов графом Е. Ф. Канкриным была проведена денежная реформа, в ходе которой ассигнации были выведены из обращения и их заменили кредитные билеты, разменные на серебро. В России был введён серебряный монометаллизм, который просуществовал по 1852 год. Но уже к 1849 году билеты и старые ассигнации были обменены на ассигнации нового образца, которые скоро обесценились. Поэтому с началом Крымской войны 1853—1856 годов банки прекратили обмен ассигнаций на золото и серебро. В России наступил период широкого бумажноденежного обращения.

### Денежная реформа Николая II

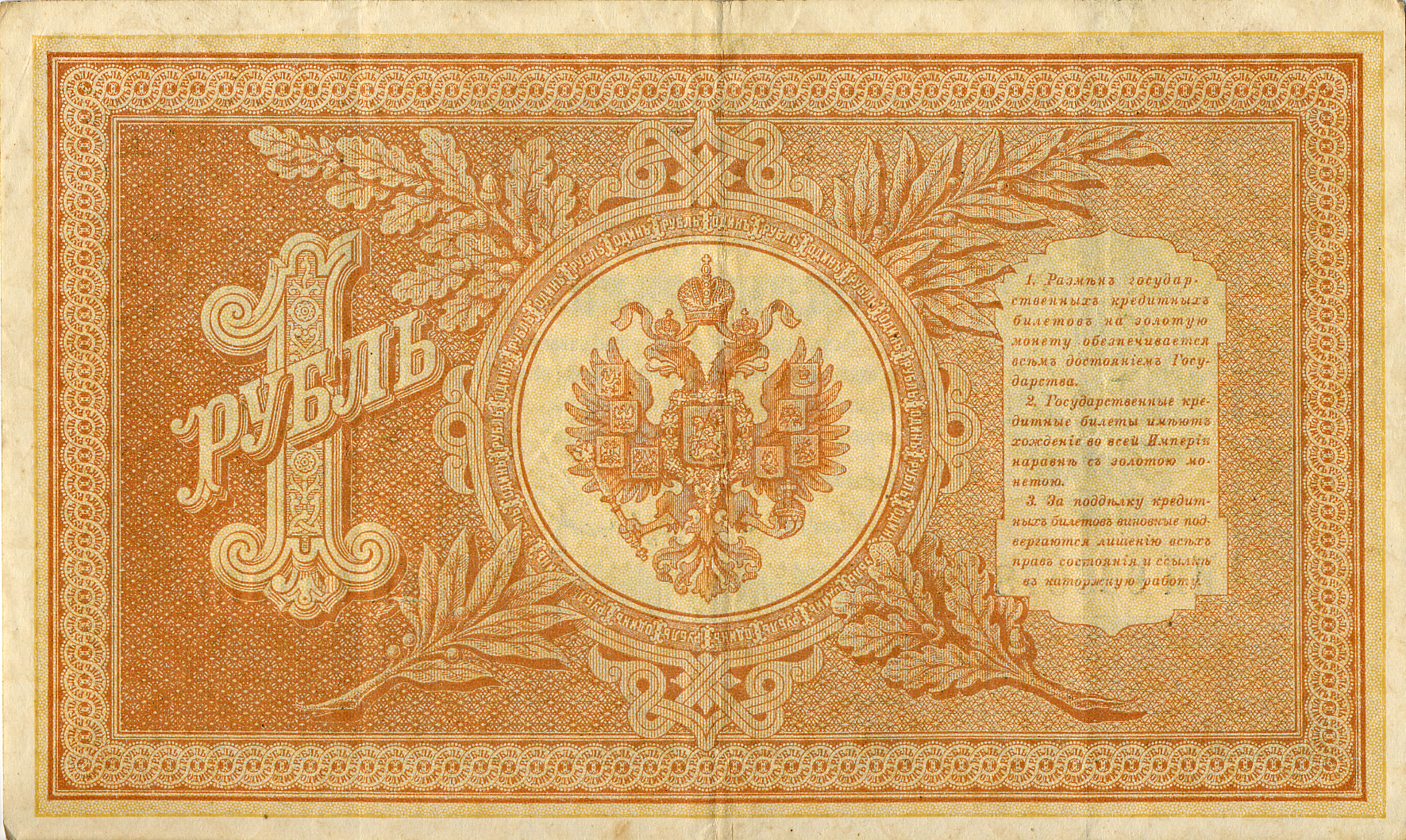
1 рубль 1898 года.

В 1895—1897 годах министром финансов С. Ю. Витте (1849—1915) была осуществлена новая денежная реформа, целью которой было установление в России золотого монометаллизма. В её основе — золотое обеспечение денежной системы государства. По замыслу реформаторов, для обеспечения устойчивой конвертируемости рубля был установлен свободный размен кредитных билетов, выпуск которых был ограничен, на золотую монету, из расчета один бумажный рубль за один рубль в золоте, а также уменьшено золотое содержание империала.
С началом Первой мировой войны в 1914 году обмен денег на золото был прекращён.

## Денежные реформы в СССР

### 1922—1924 годы

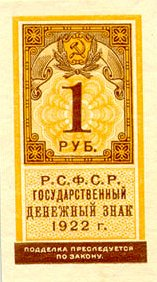
Рубль-марка 1922 года.

Первая денежная реформа в советской России, а позднее в СССР была проведена в 1922—1924 годах. Обесценившиеся в годы гражданской войны бумажные деньги были заменены устойчивыми банковскими билетами — червонцами — и устойчивыми разменными денежными знаками. При первой деноминации один рубль образца 1922 года приравнивался к 10 000 рублей в денежных знаках всех прежних выпусков. В результате находившиеся в обращении денежные знаки различных образцов были заменены знаками одного образца. При второй деноминации 1923 года 1 рубль образца 1923 года был приравнен к 100 рублям выпуска 1922 года или к 1 000 000 рублей в знаках до 1922 года. Обе деноминации были первым шагом к стабилизации советской валюты, покупательная способность которой снизилась в результате гражданской войны и иностранной военной интервенции.
В 1924 году были выпущены в обращение первые советские золотые червонцы, соответствовавшие по содержанию в них чистого золота дореволюционным 10 рублям. Советские червонцы получили прозвище «сеятель», так как для лицевой стороны монеты было выбрано изображение сеятеля по скульптуре И. Д. Шадра (1887—1941). Автором эскиза был главный медальер Монетного двора А. Ф. Васютинский. В феврале 1924 года были выпущены банкноты в 50 копеек золотом, 1 рубль золотом, 3 рубля золотом и 5 рублей золотом как фракции червонца. Одновременно в обращение были выпущены медные монеты номиналом в 1/2, 1, 2, 3 и 5 копеек, а также серебряная монета номиналом в 10, 15, 20, 50 копеек и 1 рубль. Таким образом, в стране одновременно существовали две валюты: твердый червонец и постоянно падавший совзнак, курс которого к червонцу устанавливался специально образованной Котировальной комиссией на ежедневной основе. В августе 1924 года все дензнаки образца 1923 года были изъяты из обращения путём их обмена на золотые рубли по курсу 50 000 руб. дензнаками образца 1923 года за 1 золотой рубль образца 1924 года. Таким образом, в ходе денежной реформы 1922—1924 годов была проведена деноминация рубля в 50 млрд раз.

### 1947 год

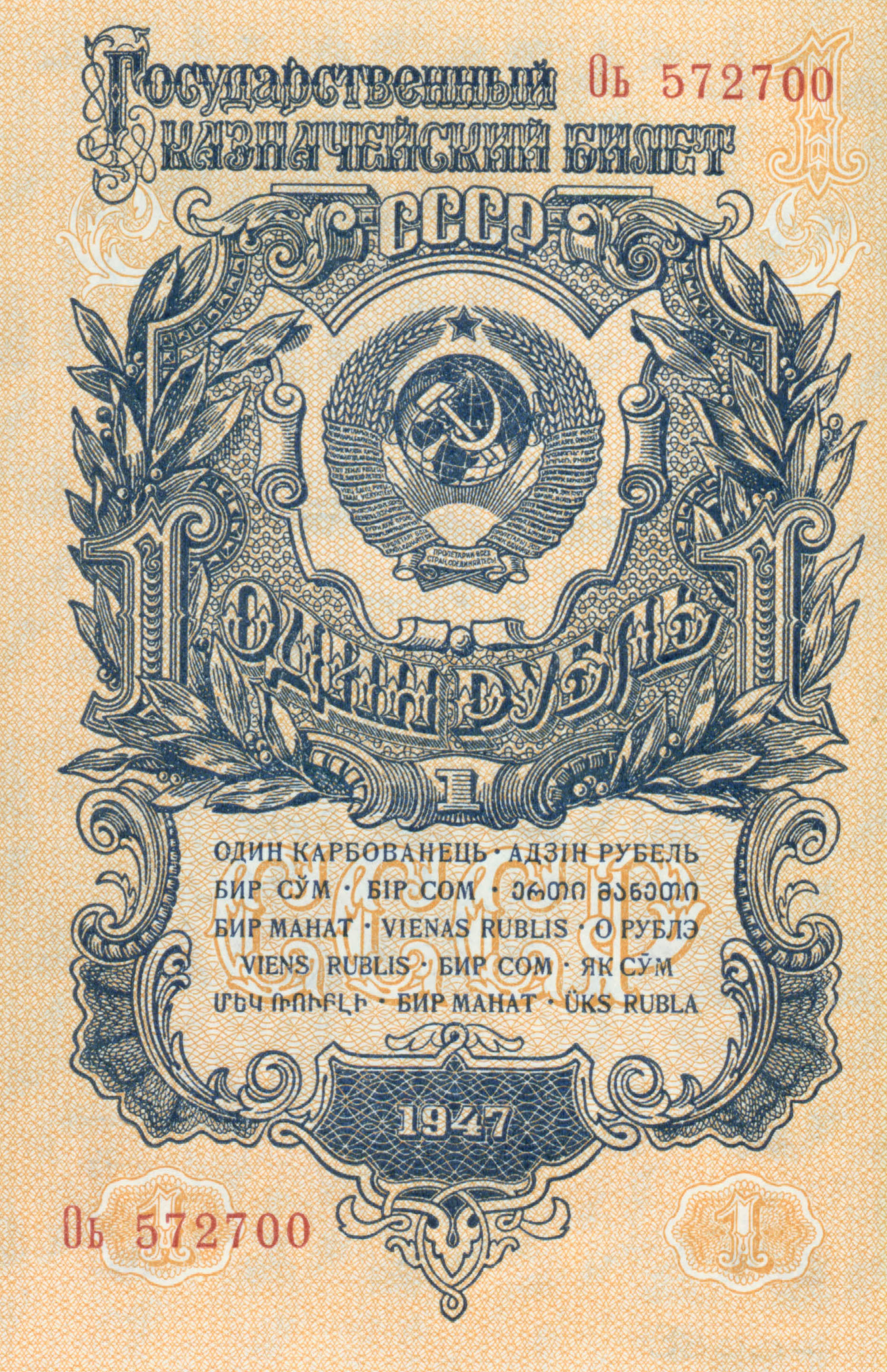
Рубль 1947 года.

Впервые Сталин спросил Арсения Зверева, — министра финансов СССР, — о послевоенной денежной реформе в конце 1943 года.
Данная денежная реформа была проведена в декабре 1947 года с целью изъятия из обращения избыточного количества денег и замены новыми полноценными деньгами старых, подвергшихся в период Великой Отечественной войны обесцениванию. Денежная реформа в форме деноминации с конфискацией. Хотя многие не считают данную денежную реформу деноминацией, поскольку при реформе порядок цен, зарплат и иных платежей остался прежним, и полагают, что она носила лишь конфискационный характер. Так, 10 старых рублей наличными обменивались на один рубль новых. Обмен наличных денег проводился в течение одной недели («Кто не успел, тот опоздал»). Переоценка вкладов в сберкассе осуществлялась следующим образом: суммы до 3 тыс. руб. менялись один к одному, по вкладам от 3 тыс. до 10 тыс. руб. за три старых рубля давали два новых. Если сумма вклада превышала 10 тыс. руб., то один новый рубль давали за два старых. В результате реформы были ликвидированы последствия Второй мировой войны в области денежного обращения, без чего невозможно было отменить карточную систему и перейти к торговле по единым ценам.
Вслед за объявлением о денежной реформе и отмене карточной системы выходит Постановление Совета Министров СССР № 3867, от 14 декабря 1947 года, «О нормах продажи продовольственных и промышленных товаров в одни руки». В соответствии с ним устанавливались предельные нормы отпуска товаров в одни руки: хлеб печёный — 2 кг; крупа, макароны — 1 кг; мясо и мясопродукты — 1 кг; колбасные изделия и копчености — 0,5 кг; сметана — 0,5 кг; молоко — 1 л; сахар — 0,5 кг; хлопчатобумажные ткани — 6 м; нитки на катушках — 1 катушка; чулки-носки — 2 пары; обувь кожаная, текстильная, резиновая — по 1 паре каждой; мыло хозяйственное — 1 кусок; мыло туалетное — 1 кусок; спички — 2 коробки; керосин — 2 л. Установленные нормы также распространялись и на кооперативную торговлю в сельской местности на всей территории Советского Союза.

### 1961 год

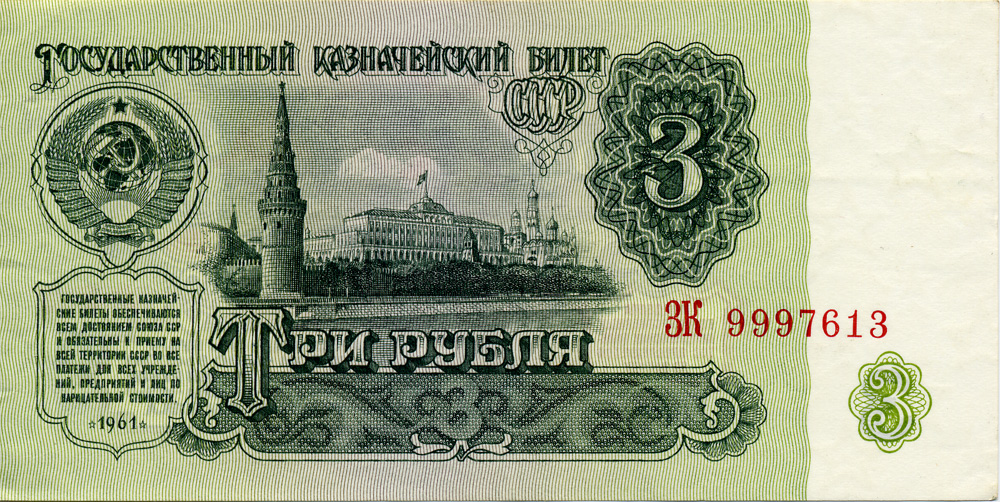
Три рубля 1961 года.

Денежная реформа была проведена 1 января 1961 года в форме «чистой» деноминации. К началу февраля 1961 года около 90 % наличных денег было обменено на новые купюры. В государственных магазинах цены снизили в 10 раз, хотя на колхозных рынках аналогичного снижения не произошло.
Интересным моментом денежной реформы 1961 года было то, что вся мелкая металлическая монета номиналом 1, 2, 3 копеек не уменьшилась в стоимости в 10 раз, а продолжила ходить в том же исполнении и по тому же номиналу. На практике после реформы в обороте встречались также 5-копеечные, и даже 10- и 15-копеечные старые монеты. Новые монеты были таких же размеров, но отличались по дизайну. Таким образом, те жители, которые собирали мелкие металлические деньги, оказались в выигрыше — стоимость их монет увеличилась в 10 раз. Наглядно это показано в фильме «Менялы». Однако сразу после объявления в печати о будущей реформе по всем торговым и финансовым организациям был разослан циркуляр[какой?], запрещавший менять бумажные деньги на монеты, так что количество реально обогатившихся было весьма незначительным.

### Павловская реформа

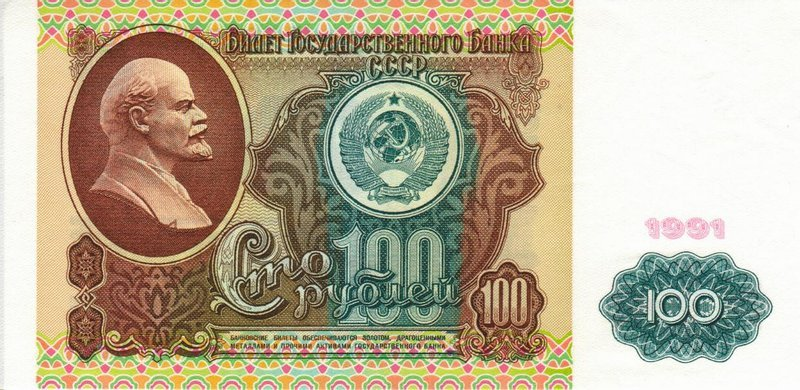
Сто рублей 1991 года.

Конфискационная денежная реформа, впоследствии названная «Павловской», в честь премьер-министра СССР Валентина Павлова. Только в течение трёх суток января граждане СССР могли обменять 50- и 100-рублёвые купюры на новые. Обменять можно было только наличными сумму до 1000 рублей. В Сбербанке с вклада можно было получить только 500 рублей новыми. Менее чем за две недели до этого события Павлов выступил с заявлением о том, что никакой денежной реформы не будет. По заявлениям властей, эта мера должна была заморозить нетрудовые доходы, средства спекулянтов, коррупционеров, так называемого теневого бизнеса и фальшивые деньги, а в результате сжать денежную массу и остановить инфляцию. Одновременно вклады в Сбербанке были заморожены, а 2 апреля произошло трёхкратное повышение цен по всей стране. На замороженные вклады было начислено 40 %, деньги можно было получить наличными только в следующем году.

## Денежные реформы в Российской Федерации

### 1993 год

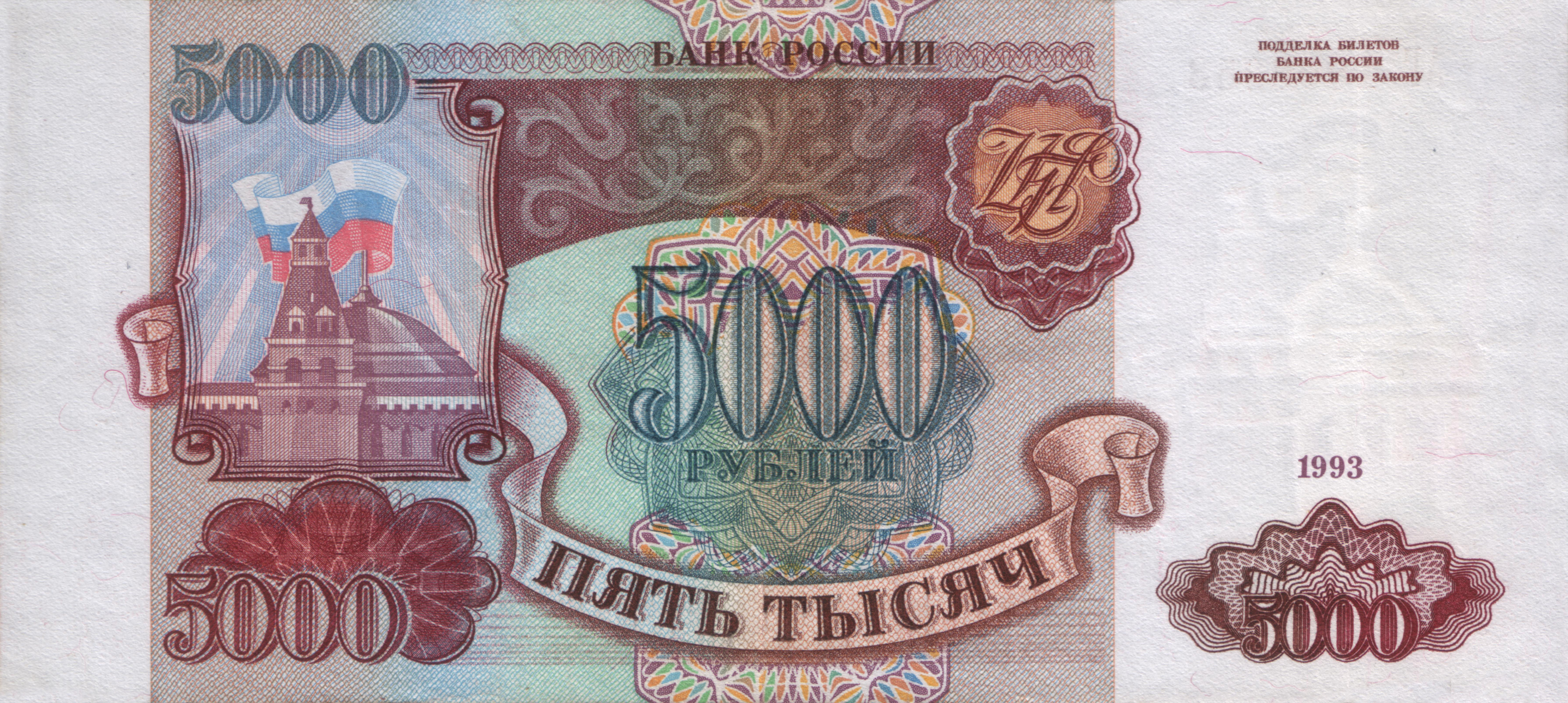
5000 рублей 1993 года.

Из-за возросшей инфляции в 1993 году Российское правительство проводит новую конфискационную денежную реформу. Обмен банкнот советских купюр на российские был проведён 26 июля — 7 августа 1993 года. Граждане России (согласно прописке в паспорте) могли обменять суммы до 100 тыс. руб. (при этом первоначально устанавливались суммы в 35 тыс. руб. и 70 тыс. руб.), о чём в паспорте ставился штамп. Слухи о реформе ходили заранее, власти их опровергали, при этом реформа была проведена в июле в период отпусков, когда многие были вдали от места прописки. В результате многие физически не успели обменять свои наличные сбережения, и эти деньги пропали. В итоге из-за недовольства населения сроки обмена купюр были значительно продлены.
Но отсутствие при реформе деноминации указывает на превалирование других причин денежного реформирования. Не удавалось контролировать оборот рубля как единой валюты на территории СНГ. Многие бывшие союзные республики приступили к выпуску своих национальных валют, который угрожал российской денежной единице тем, что старая рублевая денежная масса могла оказаться вся в Российской Федерации. Таким образом её основной замысел состоял в том, чтобы на основе обмена старых купюр на новые прекратить поток не обеспеченных товарами денег из стран ближнего зарубежья.
«Хотели как лучше, а получилось как всегда» — фраза, которую произнёс Виктор Черномырдин, премьер-министр Российской Федерации 6 августа 1993 г. на пресс-конференции, рассказывая, как готовилась денежная реформа 1993 года.

### Деноминация 1998 года
4 августа 1997 года Президент России Б. Ельцин подписал Указ № 822, в соответствии с которым 1 января 1998 года правительство и Центральный банк провели деноминацию рубля. Теперь 1 новый рубль равнялся 1000 старых рублей. Изменился и международный код рубля с RUR на RUB. Вскоре после деноминации, 17 августа 1998 года правительство объявило дефолт по внутренним обязательствам, а курс рубля сильно упал по отношению к другим валютам. Несмотря на то, что эти два события отстоят друг от друга более, чем на полгода, иногда их необоснованно связывают между собой.
В течение 1998 года параллельно обращались старые и новые деньги, а цены указывались как в старом, так и в новом масштабе. В общей сложности в этот период законным платёжным средством являлись:
«Старые» деньги:
- банкноты Банка России образца 1993 года (в том числе модификации 1994 года);
- банкноты Банка России образца 1995 года;
- монеты Банка России регулярного чекана выпусков 1992—1993 годов;
- памятные монеты Банка России выпусков 1992—1997 годов;
- монеты Госбанка СССР выпусков 1961—1991 годов;
- монеты Госбанка СССР 1, 2 и 3 копейки выпусков 1926—1957 годов.

«Новые» деньги:
- банкноты Банка России образца 1997 года;
- монеты Банка России образца 1997 года.

С 1 января 1999 года старые деньги утратили платёжеспособность, однако в соответствии с упомянутым указом Президента и положением Банка России от 15 декабря 1998 года № 63-П обменивались без каких-либо ограничений во всех отделениях Банка на новые в количествах, кратных 1 новой копейке, до 2002 года (позднее этот период был продлён до 2003 года), то есть теоретически существовала возможность обменять тысячу советских копеек на одну российскую.

### Планы деноминация
С конца 2007 года в России ходили слухи о планируемой новой деноминации рубля. Представители финансовых властей эту информацию опровергли, а эксперты утверждали, что деноминация в условиях по состоянию на 2007 г. была бессмысленна.
14 февраля 2008 года президент России Владимир Путин заявил на пресс-конференции:

Александр Жестков, РЕН ТВ: Идут разговоры о деноминации…
Владимир Путин: Да врут они всё!
Александр Жестков: А в среднесрочной или долгосрочной перспективе?
Владимир Путин: Ни в среднесрочной, ни в долгосрочной.